# Charax michaeli
Charax michaeli är en fiskart som beskrevs av Lucena, 1989. Charax michaeli ingår i släktet Charax och familjen Characidae. Inga underarter finns listade i Catalogue of Life.